# Mauriac (Gironde)
Pour les articles homonymes, voir Mauriac.
Mauriac est une commune du Sud-Ouest de la France, située dans le département de la Gironde, en région Nouvelle-Aquitaine.

## Géographie

### Localisation
La commune se trouve dans l'Entre-deux-Mers, à 51 km à l'est-sud-est de Bordeaux, chef-lieu du département, à 31 km au nord-est de Langon, chef-lieu d'arrondissement et à 8,5 km à l'est-nord-est de Sauveterre-de-Guyenne, ancien chef-lieu de canton.

### Communes limitrophes
Les communes limitrophes en sont Saint-Antoine-du-Queyret au nord-est, Soussac au sud-est, Cazaugitat au sud-sud-est, Cleyrac au sud-ouest, Blasimon à l'ouest et Ruch au nord.
|          | Ruch    | Saint-Antoine-du-Queyret |
| Blasimon | Mauriac |                          |
| Cleyrac  |         | Soussac Cazaugitat       |

### Climat
Pour des articles plus généraux, voir Climat de la Nouvelle-Aquitaine et Climat de la Gironde.
Historiquement, la commune est exposée à un climat océanique aquitain.  
En 2020, Météo-France publie une typologie des climats de la France métropolitaine dans laquelle la commune est exposée à un climat océanique et est dans la région climatique  Aquitaine, Gascogne, caractérisée par une pluviométrie abondante au printemps, modérée en automne, un faible ensoleillement au printemps, un été chaud (19,5 °C), des vents faibles, des brouillards fréquents en automne et en hiver et des orages fréquents en été (15 à 20 jours).
Pour la période 1971-2000, la température annuelle moyenne est de 12,7 °C, avec une amplitude thermique annuelle de 14,9 °C. Le cumul annuel moyen de précipitations est de 826 mm, avec 11,7 jours de précipitations en janvier et 6,9 jours en juillet. Pour la période 1991-2020, la température moyenne annuelle observée sur la station météorologique la plus proche, située sur la commune de Talence à 7 km à vol d'oiseau, est de 14,3 °C et le cumul annuel moyen de précipitations est de 884,0 mm,. Pour l'avenir, les paramètres climatiques de la commune estimés pour 2050 selon différents scénarios d’émission de gaz à effet de serre sont consultables sur un site dédié publié par Météo-France en novembre 2022.

## Urbanisme

### Typologie
Au 1er janvier 2024, Mauriac est catégorisée commune rurale à habitat très dispersé, selon la nouvelle grille communale de densité à sept niveaux définie par l'Insee en 2022.
Elle est située hors unité urbaine et hors attraction des villes,.

### Occupation des sols

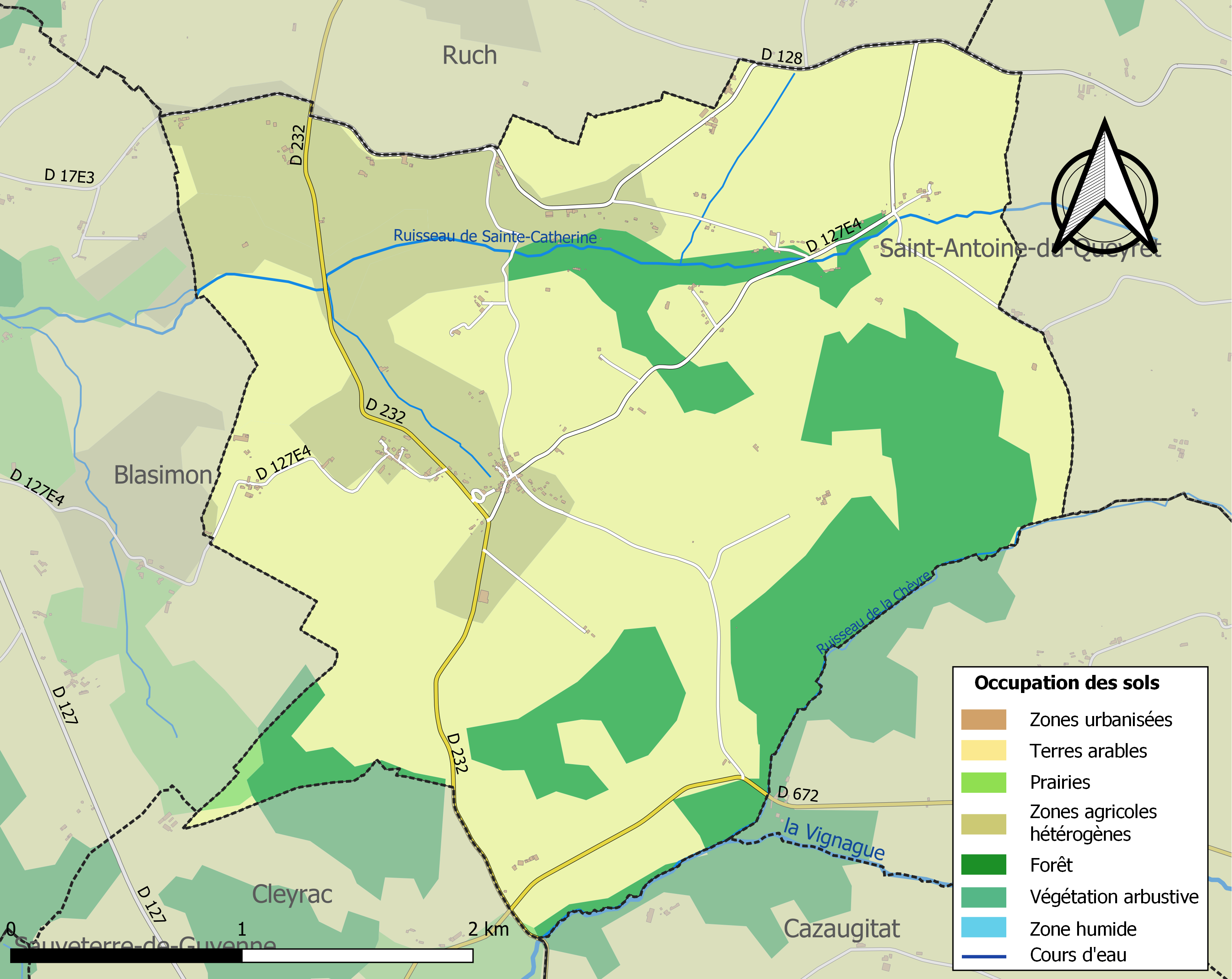
Carte des infrastructures et de l'occupation des sols de la commune en 2018 (CLC).

L'occupation des sols de la commune, telle qu'elle ressort de la base de données européenne d’occupation biophysique des sols Corine Land Cover (CLC), est marquée par l'importance des territoires agricoles (79,5 % en 2018), en augmentation par rapport à 1990 (77,9 %). La répartition détaillée en 2018 est la suivante : 
cultures permanentes (59 %), forêts (20,5 %), zones agricoles hétérogènes (17,6 %), terres arables (2,7 %), prairies (0,2 %). L'évolution de l’occupation des sols de la commune et de ses infrastructures peut être observée sur les différentes représentations cartographiques du territoire : la carte de Cassini (XVIIIe siècle), la carte d'état-major (1820-1866) et les cartes ou photos aériennes de l'IGN pour la période actuelle (1950 à aujourd'hui).

### Voies de communication et transports
Les principales voies de communication routière sont la route départementale D 232 qui mène vers le nord à Ruch et vers le sud à Cleyrac et la route départementale D 127E4 mène vers l'ouest vers Blasimon et vers l'ouest vers Saint-Antoine-du-Queyret ; le sud du territoire communal est traversé par la D 672 qui peut être rejointe par la RD 232 et qui mène vers le sud-ouest à Sauveterre-de-Guyenne et vers l'ouest à Pellegrue.
L'accès le plus proche à l'autoroute A 62 (Bordeaux-Toulouse) est le no 4, dit de La Réole, distant de 30 km par la route vers le sud.

L'accès no 1, dit de Bazas, à l'autoroute A 65 (Langon-Pau) se situe à 48 km vers le sud-sud-ouest.

L'accès le plus proche à l'autoroute A 89 (Bordeaux-Lyon) est celui de l'échangeur autoroutier avec la route nationale 89 qui se situe à 30 km vers le nord-ouest.
La gare SNCF la plus proche est celle, distante de 21 km par la route vers le sud-sud-ouest, de La Réole sur la ligne Bordeaux-Sète du TER Nouvelle-Aquitaine.

La gare de Libourne permettant l'accès au TGV Atlantique Paris - Bordeaux et à la ligne de Lyon à Bordeaux est, quant à elle, distante de 31 km vers le nord-ouest.

### Risques majeurs
Le territoire de la commune de Mauriac est vulnérable à différents aléas naturels : météorologiques (tempête, orage, neige, grand froid, canicule ou sécheresse), inondations et séisme (sismicité très faible). Un site publié par le BRGM permet d'évaluer simplement et rapidement les risques d'un bien localisé soit par son adresse soit par le numéro de sa parcelle.
La commune a été reconnue en état de catastrophe naturelle au titre des dommages causés par les inondations et coulées de boue survenues en 1982, 1999, 2009 et 2018,.

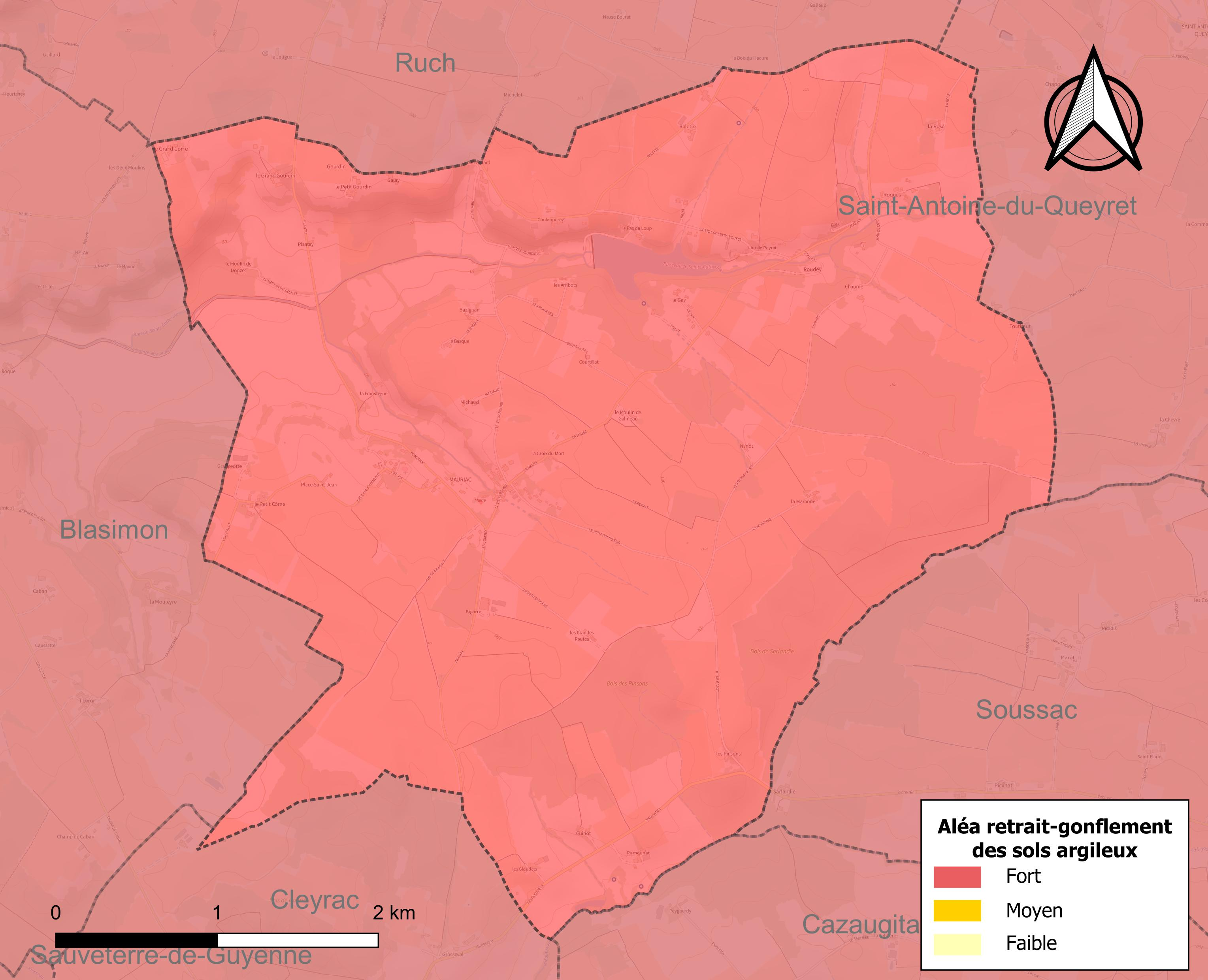
Carte des zones d'aléa retrait-gonflement des sols argileux de Mauriac.

Le retrait-gonflement des sols argileux est susceptible d'engendrer des dommages importants aux bâtiments en cas d’alternance de périodes de sécheresse et de pluie. La totalité de la commune est en aléa moyen ou fort (67,4 % au niveau départemental et 48,5 % au niveau national). Sur les 134 bâtiments dénombrés sur la commune en 2019, 134 sont en aléa moyen ou fort, soit 100 %, à comparer aux 84 % au niveau départemental et 54 % au niveau national. Une cartographie de l'exposition du territoire national au retrait gonflement des sols argileux est disponible sur le site du BRGM,.
Par ailleurs, afin de mieux appréhender le risque d’affaissement de terrain, l'inventaire national des cavités souterraines permet de localiser celles situées sur la commune.
Concernant les mouvements de terrains, la commune a été reconnue en état de catastrophe naturelle au titre des dommages causés par la sécheresse en 2005 et par des mouvements de terrain en 1999.

## Histoire
À la Révolution, la paroisse Saint-Saturnin de Mauriac et son annexe, Saint-Jean de Buch,
forment la commune de Mauriac.

## Politique et administration
| Période                                  | Période  | Identité         | Étiquette | Qualité              |
| ---------------------------------------- | -------- | ---------------- | --------- | -------------------- |
| mars 1995                                | En cours | Jean-Marie Viaud | PS        | Agriculteur retraité |
| Les données manquantes sont à compléter. |          |                  |           |                      |

## Démographie
Les habitants s'appellent les Mauriacois.
L'évolution du nombre d'habitants est connue à travers les recensements de la population effectués dans la commune depuis 1793. Pour les communes de moins de 10 000 habitants, une enquête de recensement portant sur toute la population est réalisée tous les cinq ans, les populations de référence des années intermédiaires étant quant à elles estimées par interpolation ou extrapolation. Pour la commune, le premier recensement exhaustif entrant dans le cadre du nouveau dispositif a été réalisé en 2005.

En 2022, la commune comptait 228 habitants, en évolution de −9,52 % par rapport à 2016 (Gironde : +6,91 %, France hors Mayotte : +2,11 %).
| 1793 | 1800 | 1806 | 1821 | 1831 | 1836 | 1841 | 1846 | 1851 |
| ---- | ---- | ---- | ---- | ---- | ---- | ---- | ---- | ---- |
| 578  | 501  | 556  | 588  | 635  | 448  | 449  | 437  | 416  |

| 1856 | 1861 | 1866 | 1872 | 1876 | 1881 | 1886 | 1891 | 1896 |
| ---- | ---- | ---- | ---- | ---- | ---- | ---- | ---- | ---- |
| 405  | 400  | 377  | 396  | 415  | 364  | 361  | 331  | 358  |

| 1901 | 1906 | 1911 | 1921 | 1926 | 1931 | 1936 | 1946 | 1954 |
| ---- | ---- | ---- | ---- | ---- | ---- | ---- | ---- | ---- |
| 419  | 419  | 390  | 383  | 370  | 374  | 302  | 329  | 332  |

| 1962 | 1968 | 1975 | 1982 | 1990 | 1999 | 2005 | 2006 | 2010 |
| ---- | ---- | ---- | ---- | ---- | ---- | ---- | ---- | ---- |
| 282  | 264  | 219  | 228  | 230  | 225  | 240  | 238  | 270  |

| 2015 | 2020 | 2022 | - | - | - | - | - | - |
| ---- | ---- | ---- | - | - | - | - | - | - |
| 257  | 232  | 228  | - | - | - | - | - | - |

## Culture locale et patrimoine

### Lieux et monuments
- L'église Saint-Saturnin construite au XIIe siècle et agrandie au cours des XIIIe, XIVe et XVIe siècles, mélange de styles roman et gothique est classée aux monuments historiques depuis 2002[25].
- La croix de cimetière du XVe siècle est classée aux monuments historiques depuis 1907[26].
- La mairie de Mauriac est installée dans l’ancien château fort  au milieu d’un parc arboré. Le bâtiment, élevé au XIXe siècle, se compose d’un corps de logis rectangulaire entouré de deux pavillons carrés. Le bâtiment central s’élève sur deux niveaux et un niveau sous comble. Les étages sont séparés de bandeaux horizontaux. L’ensemble présente une architecture typiquement néoclassique. Les services de la mairie sont installés au rez-de-chaussée du bâtiment, tandis que des logements communaux sont aménagés à l’étage. Les anciennes écuries sont aujourd’hui remplacées par une salle des fêtes, et le parc du château est transformé en parc floral, ponctué de jeux pour enfants.
- Le monument aux morts de la guerre 1914-1918 et le monument aux morts de la Résistance.

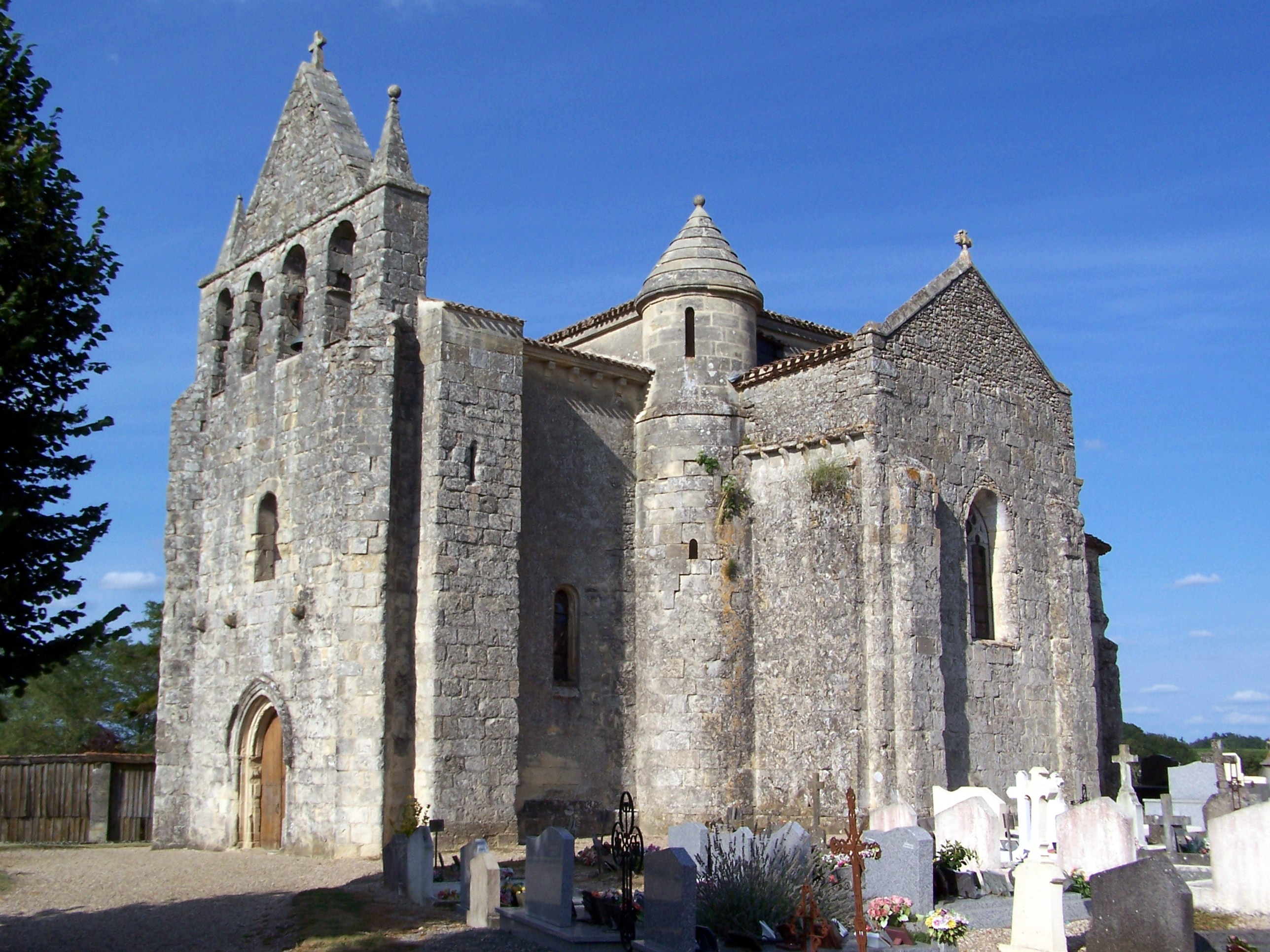
L'église Saint-Saturnin (août 2012)
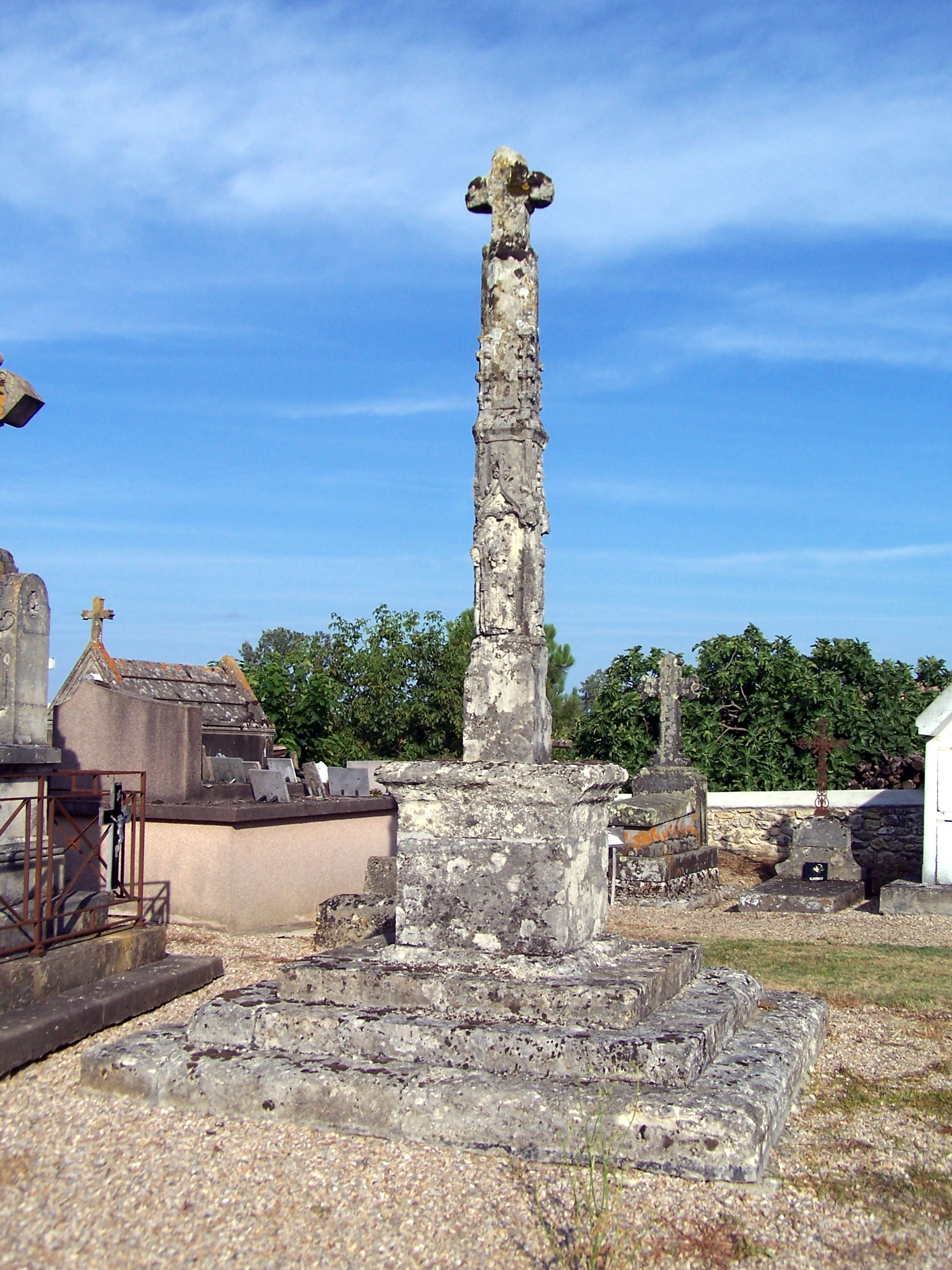
La croix de cimetière (août 2012)
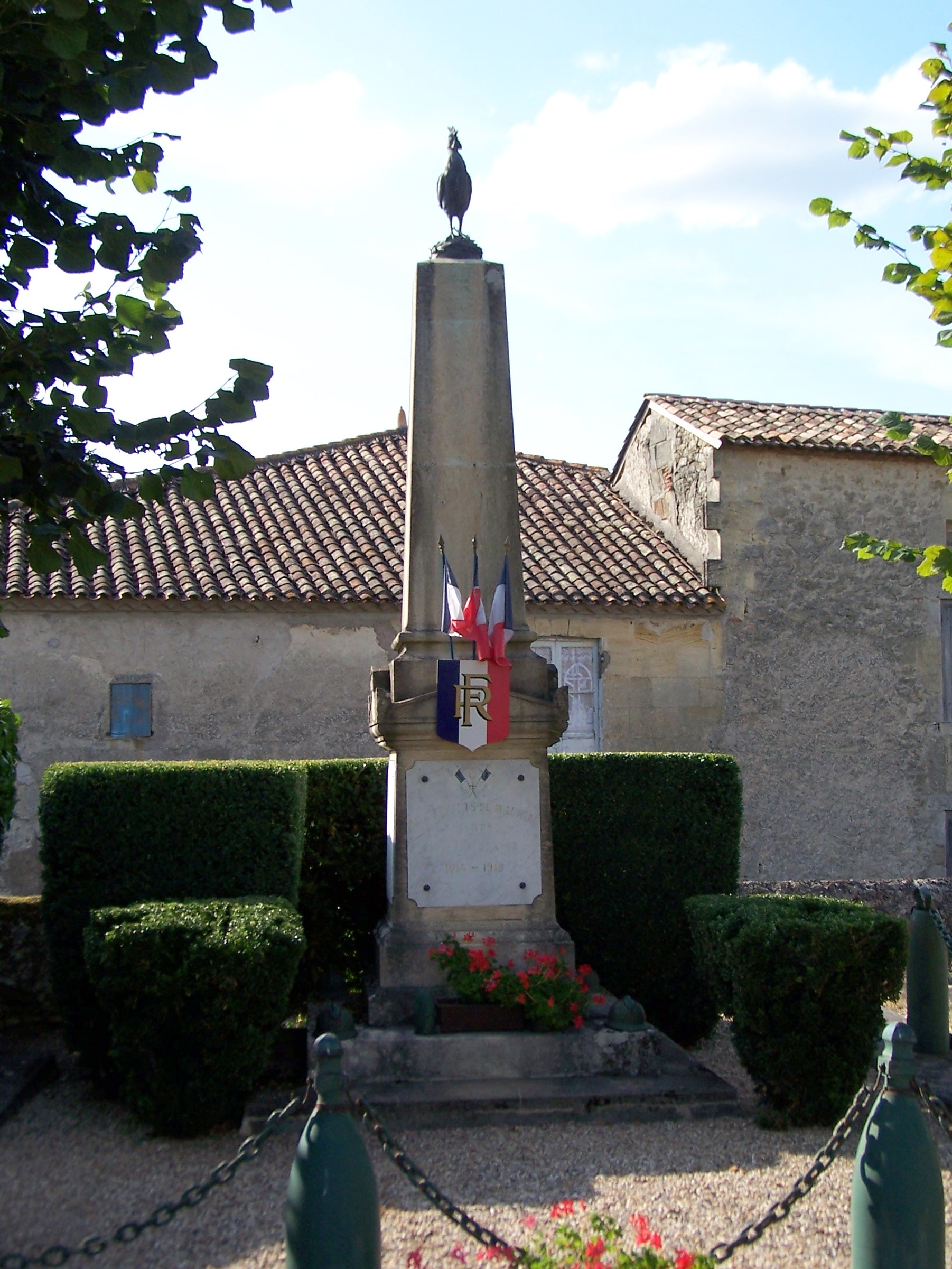
Le monument aux morts (août 2012)
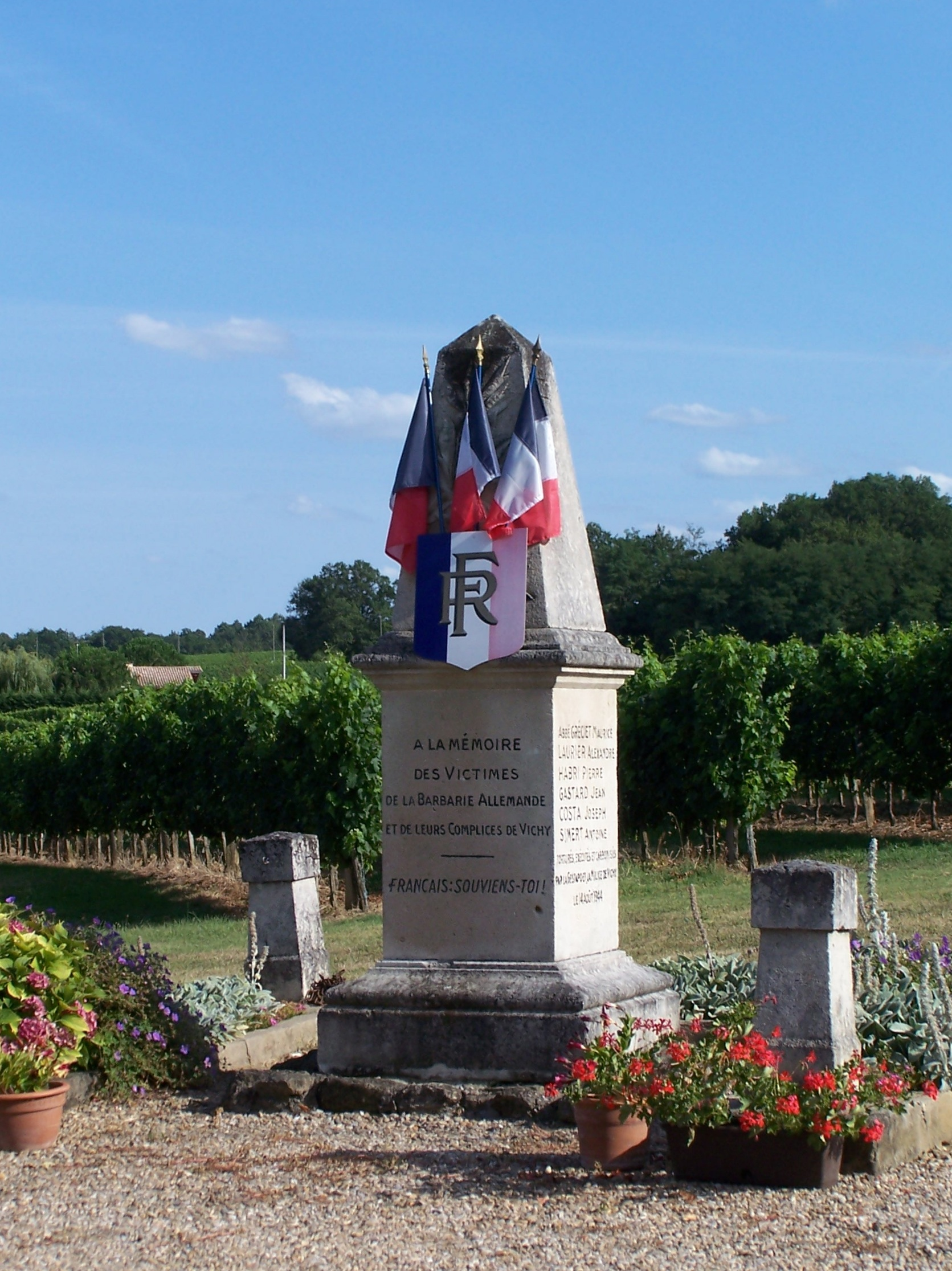
Le monument aux morts de la Résistance (août 2012)

### Héraldique
| Blason de Mauriac | Blason  | D’or à la tête de Maure de sable tortillée d’argent. |
| Blason de Mauriac | Détails | Le statut officiel du blason reste à déterminer.     |